# Glada änkan (plagg)

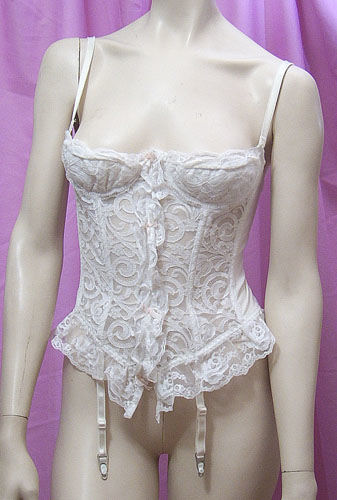
Glada änkan.

Glada änkan (engelska merry widow) är ett formande korsettliv, introducerat av Warner's 1951 och uppkallat efter Franz Lehárs operett Glada änkan. Det formar en timglassilhuett i enlighet med modestilen The New Look. 
Underplagget Glada änkan är ofta midjekort, med eller utan axelband och strumpeband. Det kan sägas utgöra en avkortad korselett och består alltså av en BH som sytts ihop med en midjegördel som går ner över höften. Den har ofta insydda skenor eller spiraler för att förstärka den figurformande effekten. En modern efterföljare kallas torsolett.
Plagget Glada änkan blev särskilt populärt efter filmen Glada änkan från 1952 med Lana Turner i huvudrollen. Turner skall ha yppat: "I am telling you, the Merry Widow was designed by a man. A woman would never do that to another woman."